# Escut guaianès

Límits de l'escut guaianès.

L'escut guaianès o escut de les Guaianes, Massís guaiànic o simplement les Guaianes, és una regió geogràfica situada al nord-est de l'Amèrica del Sud. Es tracta d'una formació geològica molt antiga, una de les zones més antigues de la Terra, i que s'estén per Veneçuela, Brasil (Regió Nord del Brasil), Guyana, Surinam, Guaiana Francesa i una petita part de Colòmbia, a la part de la Regió Amazònica, al departament de Guainía.
Els seus límits són el riu Orinoco al nord i a l'oest, i la selva amazònica al sud. Té una forma irregular i està constituït, des del punt de vista geològic, per un massís o escut antic de l'era precambriana, amb una cobertura sedimentària també molt antiga, formada per pedra sorrenca i quarsites molt resistents a l'erosió. Aquesta cobertura va sofrir un aixecament i plegament gairebé des del mateix moment de formació del planeta Terra, la qual cosa ha originat uns altiplans molt elevats i de pendents verticals, denominats tepuys, un terme d'origen indígena (de la llengua pemón) que significa "muntanya".
Aquí hi ha la caiguda d'aigua més alta del món: el Salt Àngel / Kerepacupai Vena, de 979 m. Els rius de la zona, a mesura que el massís ascendia, van anar erosionant i aprofundint les seves lleres fins a formar veritables canons pels quals avui corren.
En aquestes altiplans predominen les sabanes i els boscos en galeria al llarg dels rius. Cap a l'est, on l'altura és menor, s'hi desenvolupen selves tropicals i manglars sobre les costes de l'Atlàntic. En alguns sectors les roques estan cobertes de sediments que contenen importants dipòsits de minerals, entre ells ferro i bauxita, que s'exploten amb intensitat.

## Ecologia

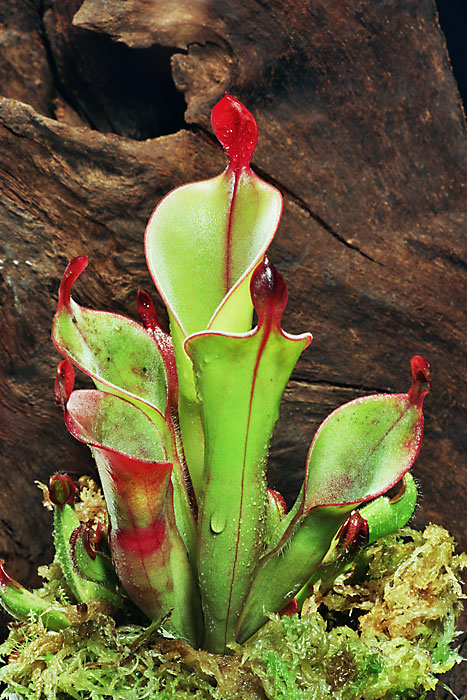
Heliamphora chimantensis, endèmica del massís del Chimantá, a la part veneçolana de l’Escut guianès

L’Escut de la Guiana és una de les regions amb més biodiversitat del món i té moltes espècies endèmiques. La regió alberga més de 3.000 espècies de vertebrats: 1.168 peixos d'aigua dolça, 269 amfibis (54% endèmics), 295 rèptils (29%), 1.004 ocells (7,7%) i 282 mamífers (11%). La diversitat d'invertebrats continua sent indocumentada, però hi ha diverses espècies de papallones endèmiques i escarabats.
La vida vegetal és igualment rica i s'han trobat 13.367 espècies de plantes vasculars, aproximadament el 40% de les quals es considera endèmica. L'escut està recobert per la major extensió de bosc tropical de qualsevol àrea d'escuts precambrians del món. La selva tropical guianesa té una naturalesa similar a la selva tropical amazònica i les àrees protegides conegudes inclouen el bosc Iwokrama del centre de Guyana, Kaieteur, el parc nacional Kanuku del sud de Guyana, la reserva natural del Surinam a Surinam, declarada Patrimoni de la Humanitat per la UNESCO, el parc amazònic de la Guiana. Guaiana i el parc nacional Tumucumaque a l'estat d’Amapá, al Brasil. A Veneçuela els boscos estan protegits pels parcs nacionals Canaima, Parima-Tapirapeco i Serranía de la Neblina. El 2014, el Govern de Colòmbia va designar una zona de 250 hectàrees de l’Escut Guaina, com a zona humida Ramsar, convertint-se així en una zona protegida d’importància internacional d’acord amb el Conveni de Ramsar.